# کونستانزه انگبرخت
کونستانزه انگبرخت (آلمانی: Constanze Engelbrecht; ۶ ژانویهٔ ۱۹۵۰ – ۲۱ ژوئیهٔ ۲۰۰۰) هنرپیشه اهل آلمان بود.
از فیلم‌ها یا برنامه‌های تلویزیونی که وی در آن نقش داشته‌است می‌توان به در امتداد درخشش و فیوریله اشاره کرد.